# 20 Fingers
I 20 Fingers sono stati un gruppo musicale statunitense celebre negli anni novanta, che combinava la musica pop, il rap e la musica dance.

## Carriera
Il gruppo è stato creato da Charlie Babie e Manfred Mohr e, con il loro primo singolo Short Dick Man del 1994 (in collaborazione con Gillette), hanno suscitato fin dall'inizio, fama e clamore a causa dei loro testi con precisi riferimenti sessuali. La criticatissima canzone, il cui titolo in inglese si riferisce alle corte dimensioni dell'organo sessuale maschile, raggiunse la top5 di numerose classifiche europee, tra cui quelle d'Italia, Germania e Francia (dove la canzone raggiunse la prima posizione e vi rimase per tre settimane). 
I 20 Fingers hanno scritto poi le canzoni per l'album On the Attack di Gillette tra cui le hit Mr. Personality e You're a Dog. In Germania, canzoni e album sono accreditati rispettivamente come "20 Fingers feat. Gillette" e 20 Fingers.
Il loro secondo singolo, Lick It, sempre da titolo e testo controversi, prevedeva la partecipazione come cantante di Roula e fu anch'esso un successo europeo, e fu seguito dall'album eponimo 20 Fingers, mentre nel 1995 Short Dick Man fu ripubblicata con il titolo Short Short Man, versione censurata, che raggiunse l'undicesima posizione in classifica a dispetto della versione originale, che si fermò alla 21. Successivamente hanno prodotto anche altri album musicali di altri artisti, come Take Our Time di Max-A-Million, Shake Your Money Maker di Gillette e i singoli Push, Push e Sex Machine di Katrina.

## Discografia

### Album
- 1994 - 20 Fingers
- 1995 - On the Attack and More (album di Gillette ma accreditato ai 20 Fingers in Germania)

### Singoli
- 1994 - Short Dick Man (feat. Gillette)
- 1995 - Lick It (feat. Roula)
- 1995 - Sex Machine (feat. Katrina)
- 1996 - Megamix Explosion